# Tourouvre
Tourouvre ist eine Ortschaft und eine ehemalige französische Gemeinde mit 1.490 Einwohnern (Stand: 1. Januar 2022) im Département Orne in der Region Normandie. Sie gehörte zum Arrondissement Mortagne-au-Perche und zum Kanton Tourouvre.
Mit Wirkung vom 1. Januar 2016 wurden die bisherigen Gemeinden Autheuil, Bivilliers, Bresolettes, Bubertré, Champs, Lignerolles, La Poterie-au-Perche, Prépotin, Randonnai und Tourouvre zu einer Commune nouvelle mit dem Namen Tourouvre au Perche zusammengeschlossen und haben in der neuen Gemeinde den Status einer Commune déléguée. Der Verwaltungssitz befindet sich im Ort Tourouvre.

## Geographie
Tourouvre liegt im Hügelland der Perche, neun Kilometer nordöstlich von Mortagne-au-Perche. Durch die Gemeinde führt die Route nationale 12.

## Bevölkerungsentwicklung
| Jahr                       | 1962 | 1968 | 1975 | 1982 | 1990 | 1999 | 2007 | 2016 |
| Einwohner                  | 1581 | 1641 | 1703 | 1627 | 1633 | 1636 | 1651 | 1558 |
| Quellen: Cassini und INSEE |      |      |      |      |      |      |      |      |

## Sehenswürdigkeiten
- romanische Kirche Saint-Aubin, Monument historique
- Pfarrhaus aus dem 18. Jahrhundert
- Museum der französischen Emigration nach Kanada (Musée de l’Émigration française au Canada), 2006 eröffnet
- Herrenhaus Bellegarde, Monument historique
- Wasserturm im Ortsteil Riantz
- Erste Solarstraße in Frankreich

Der Schatz von Tourouvre ist ein Geldschatz, der 2010 entdeckt wurde und im Normandie-Museum aufbewahrt wird.

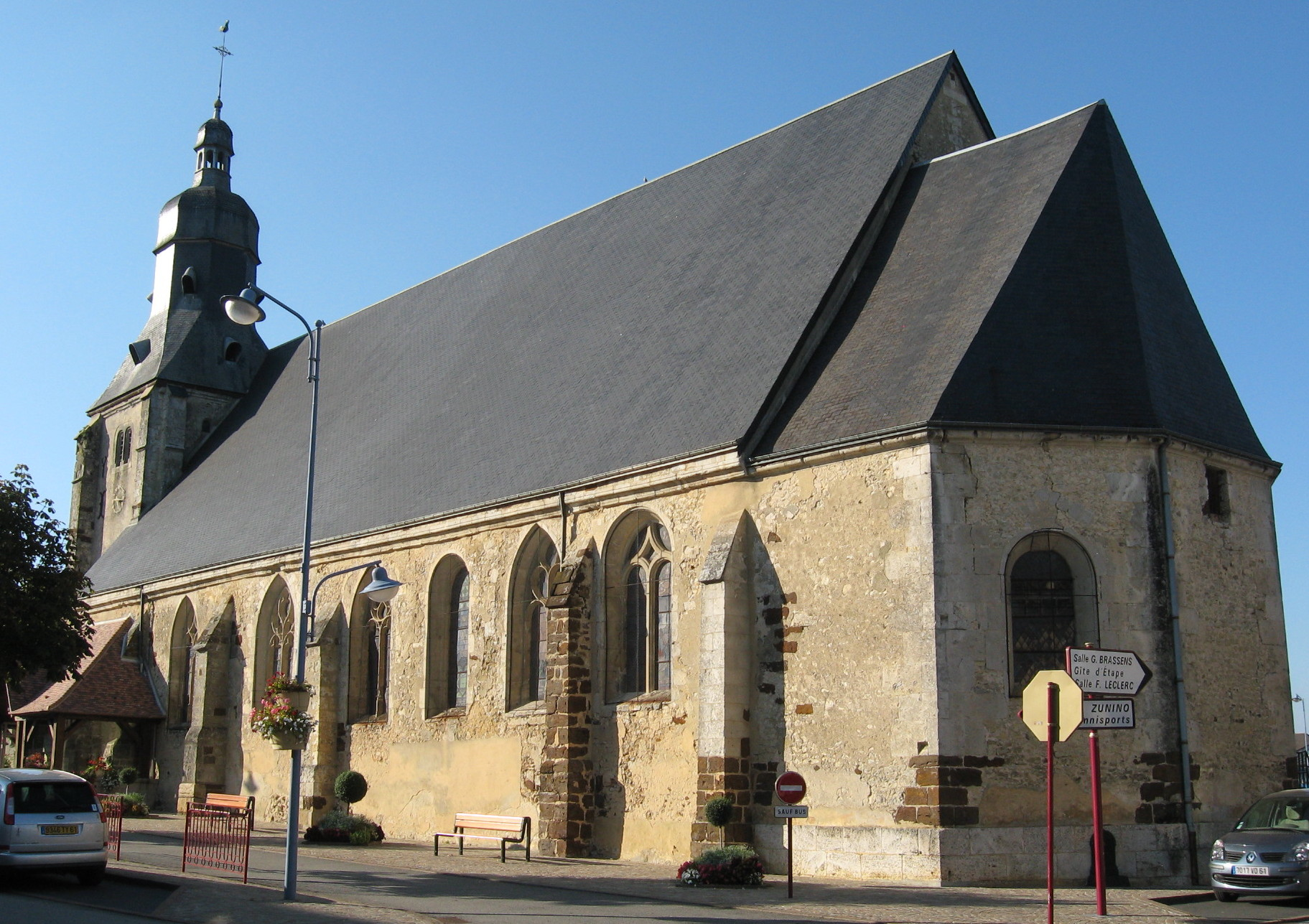
Kirche Saint-Aubin
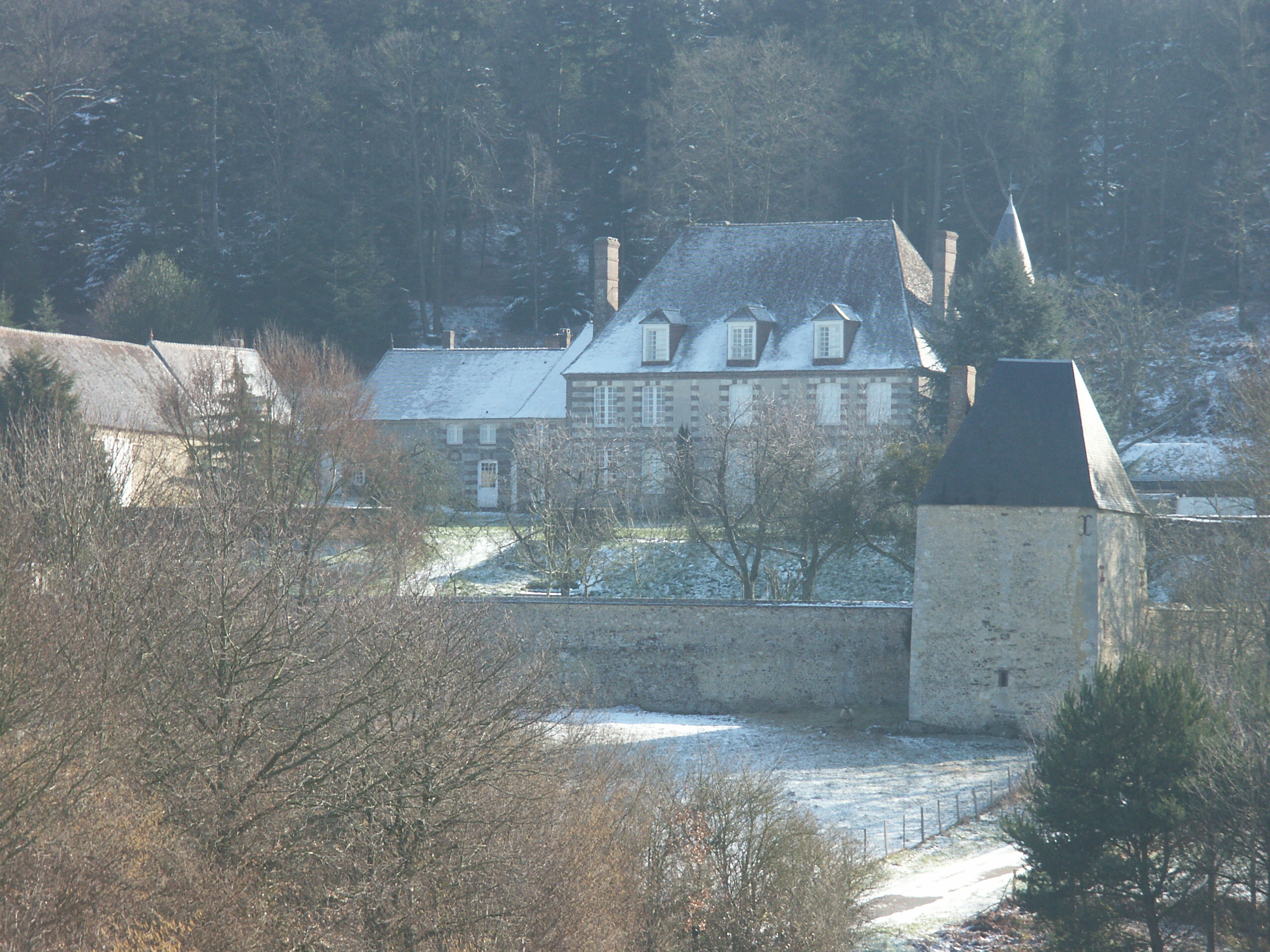
Herrenhaus Bellegarde
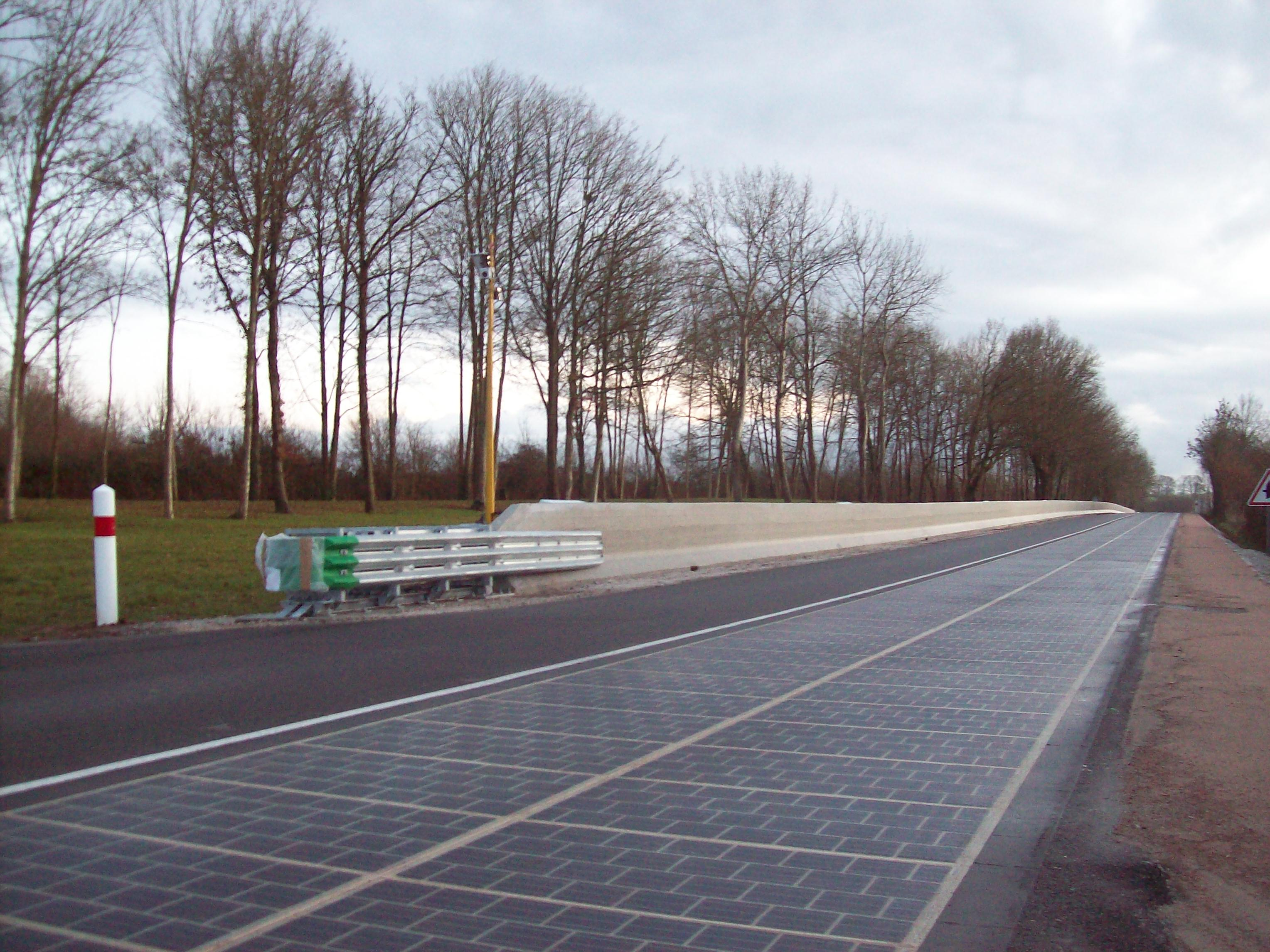
Erste Solarstraße Frankreichs

## Gemeindepartnerschaften
- Freiensteinau in Hessen (Deutschland), seit 1977
- Herzogsdorf in Oberösterreich (Österreich), seit 1982
- Saint-Laurent-de-l’Île-d’Orléans in Kanada, seit 1985

## Persönlichkeiten
- Robert Giffard (1587–1668), Apotheker und Kolonist in Neufrankreich